# Cosmópolis (1894)
Cosmopolis fue una revista literaria venezolana aparecida en 1894 y que dejó de circular en 1895. La revista tenía orientación cosmopolita, que muchos han considerado como característica esencial del modernismo. Sus páginas recibían trabajos de jóvenes poetas venezolanos, sobre todo modernistas y románticos, y también de renombrados modernistas del Caribe y Europa.

## Historia
Pedro César Dominici, Luis Manuel Urbaneja Achelpohl y Pedro Emilio Coll fundan la revista Cosmópolis, de la que circularán sólo 12 números.
Seis años después de Azul de Rubén Darío el modernismo "llega" a Venezuela, el primero de mayo de 1894 hace acto de presencia con el número uno de la revista Cosmopolis.
Significa en verdad una aparición principista y declarativa por cuanto los redactores son jóvenes apenas iniciados en la labor creativa literaria, o por mejor decir, no poseían aún una obra literaria modernista. Pedro Emilio Coll y Pedro César Dominici llevaban apenas 22 años sobre sus hombros, ambos habían nacido en 1872; y Luis Manuel Urbaneja Achelpohl, un año menor, ulteriormente orientará su producción narrativa y teórica hacia el criollismo. La primera obra de Coll, Palabras, sale en 1896, dos años después de Cosmopolis. Las dos grandes novelas de Dominici pertenecen, una a 1896, La tristeza voluptuosa, y la otra, su célebre Dyonisos a 1904. Por lo tanto Cosmopolis no constituye sino un proyecto literario, apenas una cabeza de puente de cuanto luego valdrá como un pleno movimiento aportativo y significativo de la literatura venezolana.
Más adelante departen de sus lecturas de escritores europeos, además de los mencionados, adjuntan a los Goncourt, Zola, Daudet, Taine, Bourget (p. 3), Tolstoi (p. 4), y luego viene ese como manifiesto del camino estético a seguir.